# Życia zawsze mało
Życia zawsze mało – album Izabeli Trojanowskiej wydany w 2011 przez wytwórnie Roxy Records i Fonografika. Płytę promował singiel "Nie od razu".

## Lista utworów
1. „Taki świat” (T. Bracichowicz/W. Byrski) – 3:15
2. „Nie od razu” (Z. Zioło/W. Byrski) – 3:00
3. „Życia zawsze mało” (W. Byrski) – 3:18
4. „Na chwilę” (M. Nierubiec/W. Byrski) – 3:38
5. „Nareszcie czuję (lubię Paryż)” (R. Lipko/I. Trojanowska) – 4:53
6. „Kochaj mnie za wszystko” (M. Nierubiec/W. Byrski) – 3:46
7. „Gdy coś chcę” (Z. Zioło/W. Byrski) – 3:18
8. „Kogo dziś na zwykła miłość stać” (R. Lipko/T. Zeliszewski) – 4:13
9. „7 nocy bez Ciebie” (K. Czub/P. Zander/A. Mogielnicki) – 3:25
10. „Słodkich snów” (P. Poros/W. Byrski) – 3:28
11. „Tak jak dziś” (W. Byrski) – 3:41

## Skład
- Izabela Trojanowska – śpiew, chórki
- Tomasz „Joseph” Bracichowicz (Mafia) – instrumenty klawiszowe, chórki
- Paweł Poros (Mafia) – gitary
- Tomasz Murawski (Mafia) – gitara basowa
- Jakub Kusiński (Mafia) – perkusja, instrumenty perkusyjne
- Marcin Korbacz (Mafia) – perkusja
- Romuald Lipko – instrumenty klawiszowe
- Piotr Kominek – instrumenty klawiszowe
- Mirek Stępień – instrumenty klawiszowe, loopy, gitara basowa, gitara akustyczna
- Łukasz Pilch – gitary, programowanie
- Marcin Kindla – instrumenty klawiszowe, gitara basowa, gitara elektryczna, śpiew (11), chórki, programing
- Łukasz Drozd – instrumenty klawiszowe, gitara basowa, gitara elektryczna, chórki, programing
- Marek Hojda – chórki (5)
- Sebastian Ducourtioux – śpiew (5)